# Benno Hollander
Benno Hollander (Ámsterdam, 5 de junio de 1853 - ídem. 27 de diciembre de 1942) fue un violinista y compositor holandés.
Cuando aún era sólo un niño apareció en Londres en un concierto. Reconocido su ingenio, ingresó en el Conservatorio de París donde tuvo entre otros profesores en la A. Massart y C. Saint-Saëns, recibiendo también lecciones de H. Wieniawski, y también se hizo amigo de H. Berlioz.
Desde los 20 años de edad dio infinidad de conciertos por toda Europa, y en 1887 fue nombrado profesor de la Guildhall Music School. En 1903 fundó una orquesta con su nombre en Londres, que dirigió durante muchos años.
Compuso un septeto para instrumentos de arco y de viento, dos tríos, dos sonatas para violín, la sinfonía Roland, una sinfonía Pastoral para violín y orquesta, que estrenó Eugène Ysaÿe en 1900, la ópera The last Days of Pompeii, y otras varias obras para orquesta, violín y coro.